# Sundance Square

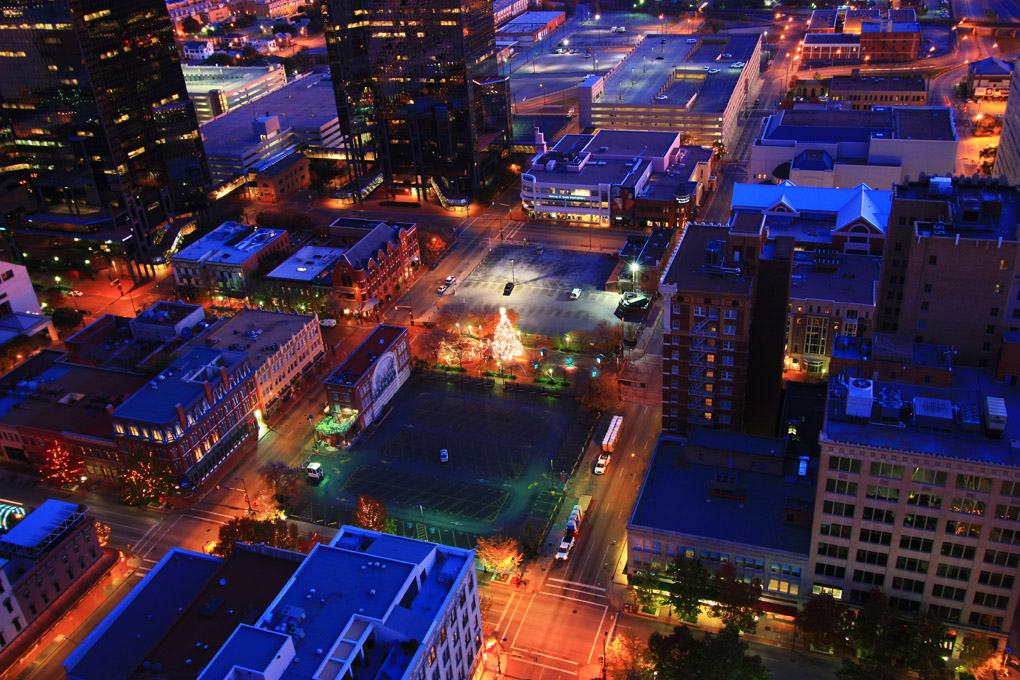
Luchtfoto van Main Street tussen 3rd en 4th Street tijdens de kerstperiode in 2008. De twee parkeerterreinen zijn nu omgevormd tot de Sundance Square Plaza, met twee nieuwe gebouwen op de koppen van stratenblokken.

Sundance Square is een buurt in het centrum van de stad Fort Worth in de Amerikaanse staat Texas. Ze is vernoemd naar de Sundance Kid, een historische figuur uit de folklore van het Wilde Westen. De buurt omvat 35 stratenblokken met zowel appartementen, woningen, commercieel vastgoed en andere functies. Sundance Square is een populaire uitgaansbuurt en een trekpleister voor toeristen die het Dallas-Fort Worth Metroplex aandoen.
In 2014 werd de transformatie van Sundance Square Plaza voltooid. Twee parkeerterreinen aan weerszijden van Main Street, de hoofdstraat die het Tarrant County Courthouse verbindt met het Fort Worth Convention Center, werden omgetoverd tot een autovrij stadsplein. Het plein is sindsdien het kloppende hart van de buurt geworden. In 2014 riep Livability.com Downtown Fort Worth uit tot "beste downtown van de VS".